# El Mirador, Tantoyuca
El Mirador är en ort i Mexiko.   Den ligger i kommunen Tantoyuca och delstaten Veracruz, i den sydöstra delen av landet, 220 km norr om huvudstaden Mexico City. El Mirador ligger 167 meter över havet och antalet invånare är 517.
Terrängen runt El Mirador är huvudsakligen platt. El Mirador ligger uppe på en höjd. Runt El Mirador är det ganska tätbefolkat, med 83 invånare per kvadratkilometer. Närmaste större samhälle är Tantoyuca, 13,4 km norr om El Mirador. Trakten runt El Mirador består till största delen av jordbruksmark.